# Rob Glaser
Robert Denis Glaser (New York, 16 gennaio 1962) è un imprenditore statunitense, fondatore di RealNetworks, produttrice e distributrice di servizi software quali RealAudio, RealVideo, RealPlayer e Helix.
Nella sua carriera di amministratore delegato di RealNetworks si scontrò più volte con Tony Fadell, tanto da portare questi a lasciare l'azienda dopo 6 settimane e trasferirsi alla Apple, dove contribuirà in maniera significativa allo sviluppo di IPhone e IPod. 

## Biografia
Dopo le lauree in informatica e in economia presso l'Università Yale, Glazer ha avviato la sua carriera lavorativa nel 1984 presso la Microsoft, rimanendovi fino alla fondazione di RealNetworks nel 1994, dove assunse il ruolo di CEO. Nel 2012 è stato nuovamente CEO ad interim presso RealNetworks, per poi riprendere l'incarico a pieno regime nel 2014. Nel 2020 ha investito personalmente 10 milioni nell’azienda per finanziare un progetto che mirasse al passaggio verso la tecnologia di riconoscimento facciale.
Da giugno 2010 Glaser è partner della società di venture capital Accel Partners, che incentra il suo ramo di investimenti nella ricerca e sviluppo di tecnologia per i media digitali e per i social media, nonché negli investimenti nei servizi mobili.  

### Altre attività
Nel giugno 2004 Glaser (insieme all'allora vicepresidente della EMI David Munns), è stato premiato con il Music Visionary Award dalla Music for Youth Foundation e dall'United Jewish Appeal.
Durante le elezioni presidenziali negli Stati Uniti d'America del 2004 è stato il 22° più grande donatore individuale, donando oltre 2,2 milioni di dollari ad organizzazioni pro-democratiche. Nel 2016 ha aperto un sito web con dominio PutinTrump.org per segnalare e controllare eventuali conflitti d'interesse tra Vladimir Putin e l'allora candidato dei repubblicani Donald Trump. 
Insieme all’economista Jeffrey Sachs e all’esperto di sanità pubblica Josh Ruxin, Glaser ha fondato l'organizzazione non governativa Access Project, dedicata al miglioramento dell’assistenza sanitaria in Ruanda per contribuire al miglioramento della gestione dei centri sanitari nel paese.